# Der Traum vom Clown
Der Traum vom Clown ist eine australische Kinderserie mit 16 Episoden, die von 1991 bis 1992 produziert und ab 1993 u. a. im Ersten Deutschen Fernsehen ausgestrahlt wurde.

## Inhalt
Simon Gunnar, ein vierzehnjähriger Halbwaise, ist zum wiederholten Mal von einer Familie in Pflege genommen worden. Doch wie viele Pflegeeltern vor ihnen verstehen auch die Crealeys Simons Wunsch, Clown zu werden, nicht. Allein seine Pflegeschwester Linda weiß einen richtigen Ausweg. Sie rät ihm,  wegzulaufen. Bei seiner Flucht lernt er Jack Merrick kennen, mit dem er später als Rodeo-Veranstalter arbeitet.

## Besetzungen
- Simon Gunnar: Clayton Williamson
- Eve: Frederiche Fouche
- Anatole Tolin: Jean Michel Dagory
- Linda: Rebecca Smart

## Ausstrahlungen und Wiederholungen
1993 hatte die Kinderserie ihr Debüt im Ersten. 1996 wurde sie wiederholt, 1998 nochmals  im KI.KA, wo sie jeden Montag bis Donnerstag um 15.05 Uhr lief. 2001 wurde sie bei Super RTL und 2002  bei tv.nrw gezeigt.